# Зелёная Балка (Голованевский район)
Зелёная Балка (укр. Зелена Балка) — село в Голованевской поселковой общине Голованевского района Кировоградской области Украины.
Население по переписи 2001 года составляло 85 человек. Почтовый индекс — 26542. Телефонный код — 5252. Занимает площадь 0,244 км². Код КОАТУУ — 3521487002.